# Wikidane
Wikidane (ang. Wikidata) – projekt internetowy mający na celu stworzenie wolnej, otwartej, wielojęzycznej bazy danych opartej na koncepcji grafów wiedzy. Głównym zastosowaniem tej bazy wiedzy jest używanie jej w projektach Wikimedia Foundation, przede wszystkim w Wikipedii.
Dane w projekcie Wikidane publikowane są na licencji Creative Commons CC0 1.0 Universal (CC0 1.0) Public Domain Dedication, a pozostała treść na licencji Creative-Commons-Attribution/Share-Alike (CC BY-SA 4.0).

## Historia
Wikidane zostały uruchomione 30 października 2012 roku i był to pierwszy nowy projekt Wikimedia Foundation od czasu powstania Wikiwersytetu w 2006 roku; ich założycielem jest Denny Vrandečić.
Projekt został zainicjowany przez Wikimedia Deutschland w celu budowy scentralizowanego źródła danych. Dzięki temu jednoznaczne dane, takie jak np. daty urodzin, są przechowywane w jednym repozytorium i mogą z nich korzystać wszystkie wersje językowe Wikipedii i inne projekty siostrzane. Wikidane tworzą również scentralizowaną bazy danych linków pomiędzy poszczególnymi wersjami językowymi Wikipedii. Równolegle gromadzone są innego rodzaju dane, które można wykorzystywać np. dla tworzenia list i zestawień.
Utworzenie projektu było możliwe dzięki wsparciu finansowemu Allen Institute for Artificial Intelligence, Gordon and Betty Moore Foundation oraz Google, na łączną kwotę 1,3 miliona euro.
12 kwietnia 2013 projekt Wikidata otrzymał polskojęzyczną nazwę „Wikidane”. Od 2018 roku Wikidane gromadzą także dane leksykograficzne pod postacią leksemów, utworzono ich ponad 250 tysięcy w 668 językach (stan na luty 2020 roku).

## Struktura

Ilustracja przedstawiająca najważniejsze terminy stosowane w Wikidanych

Dane zawarte w Wikidanych formują trójki: element – właściwość – wartość. Elementy i wartości rozpoczynają się literą Q na cześć inicjału imienia żony Denny'ego Vrandečicia, natomiast właściwości rozpoczynają się literą P (od ang. predicate); po tychże literach następuje unikalny numer. Elementy stanowią reprezentacje określonych obiektów, tematów, koncepcji. Właściwości stanowią łącznik elementami a przypisanymi im wartościami, podczas wprowadzania danych brakujące właściwości są podpowiadane użytkownikom.
Wikidane (czy ogólniej Wikibase) przechowują obiekty zserializowane do postaci JSON i zapisane jako treść strony, można je przeszukiwać za pomocą zapytań w języku SPARQL – usługa zapytań korzysta z danych eksportowanych z Wikidanych w postaci RDF.